# Municipio de Date
El municipio de Date (en inglés: Date Township) es un municipio ubicado en el condado de Texas en el estado estadounidense de Misuri. En el año 2010 tenía una población de 474 habitantes y una densidad poblacional de 5,06 personas por km².

## Geografía
El municipio de Date se encuentra ubicado en las coordenadas 37°5′23″N 91°42′35″O / 37.08972, -91.70972. Según la Oficina del Censo de los Estados Unidos, el municipio tiene una superficie total de 93.74 km², de la cual 93,41 km² corresponden a tierra firme y (0,35 %) 0,33 km² es agua.

## Demografía
Según el censo de 2010, había 474 personas residiendo en el municipio de Date. La densidad de población era de 5,06 hab./km². De los 474 habitantes, el municipio de Date estaba compuesto por el 95,99 % blancos, el 1,48 % eran amerindios y el 2,53 % eran de una mezcla de razas. Del total de la población el 2,95 % eran hispanos o latinos de cualquier raza.